# Joshua Orwa Ojode
Joshua Orwa Ojode (* 29. Dezember 1958; † 10. Juni 2012 in der Gegend von Kibiku im Wald von Ngong) war ein kenianischer Politiker.
Ojode war Vizeminister für innere Sicherheit in Kenia und gehörte dem Orange Democratic Movement an, für das er seit 2007 im Parlament war. Er starb bei einem Hubschrauberabsturz zusammen mit seinem vorgesetzten Minister George Saitoti.